# Jaroslav Róna

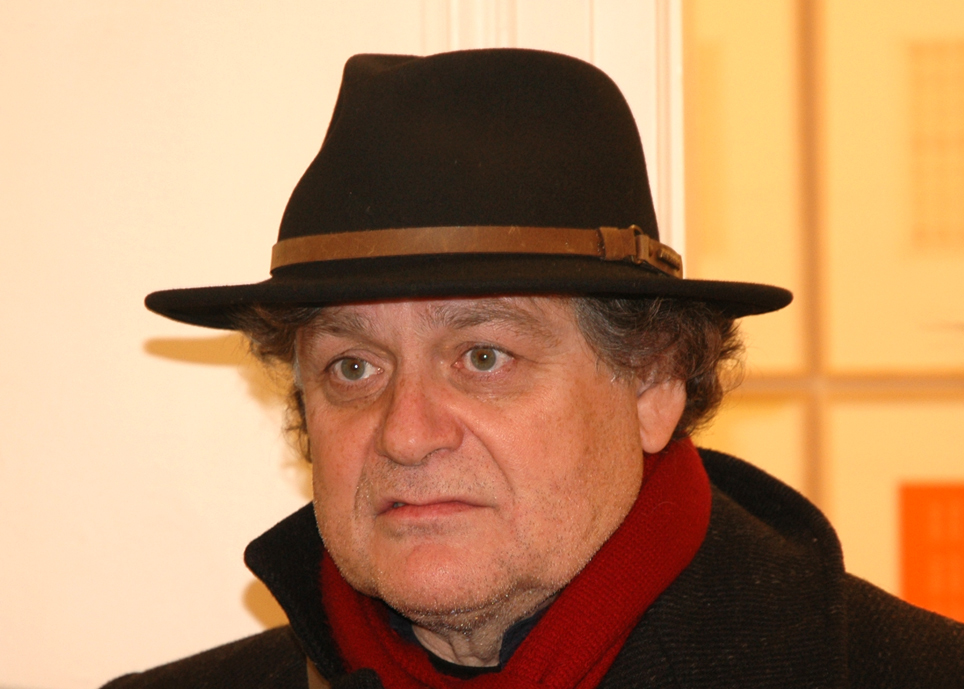
Jaroslav Róna

Jaroslav Róna (* 27. April 1957 in Prag) ist ein tschechischer Bildhauer. Er ist vor allem für zahlreiche Statuen im öffentlichen Raum bekannt. Er unterrichtet an der Akademie der Bildenden Künste Prag.

## Werk
- Podobenství s lebkou (Gleichnis mit Schädel), Prager Burg, 1993
- Franz-Kafka-Denkmal in Prag, 2003, inspiriert von der Erzählung Beschreibung eines Kampfes
- Dítě z Marsu (Kind vom Mars), Ještěd, 2003
- Lampa-Edison, Liberec, 2009
- Mýtická loď (Mythisches Schiff), am Donauufer in Bratislava, 2010
- Odvaha (Mut), Denkmal für Jobst von Mähren in Brünn, 2015

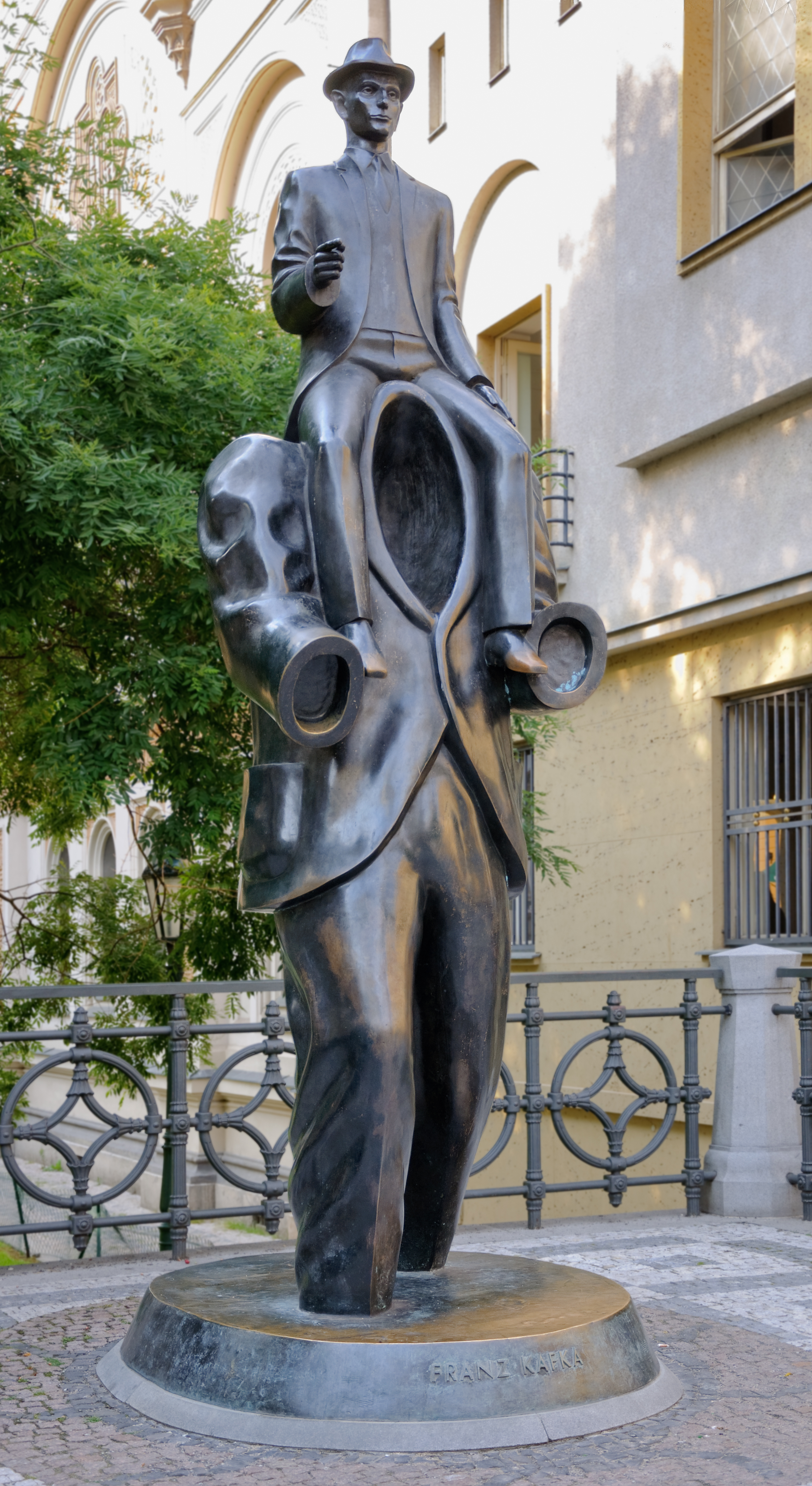
Kafka-Denkmal
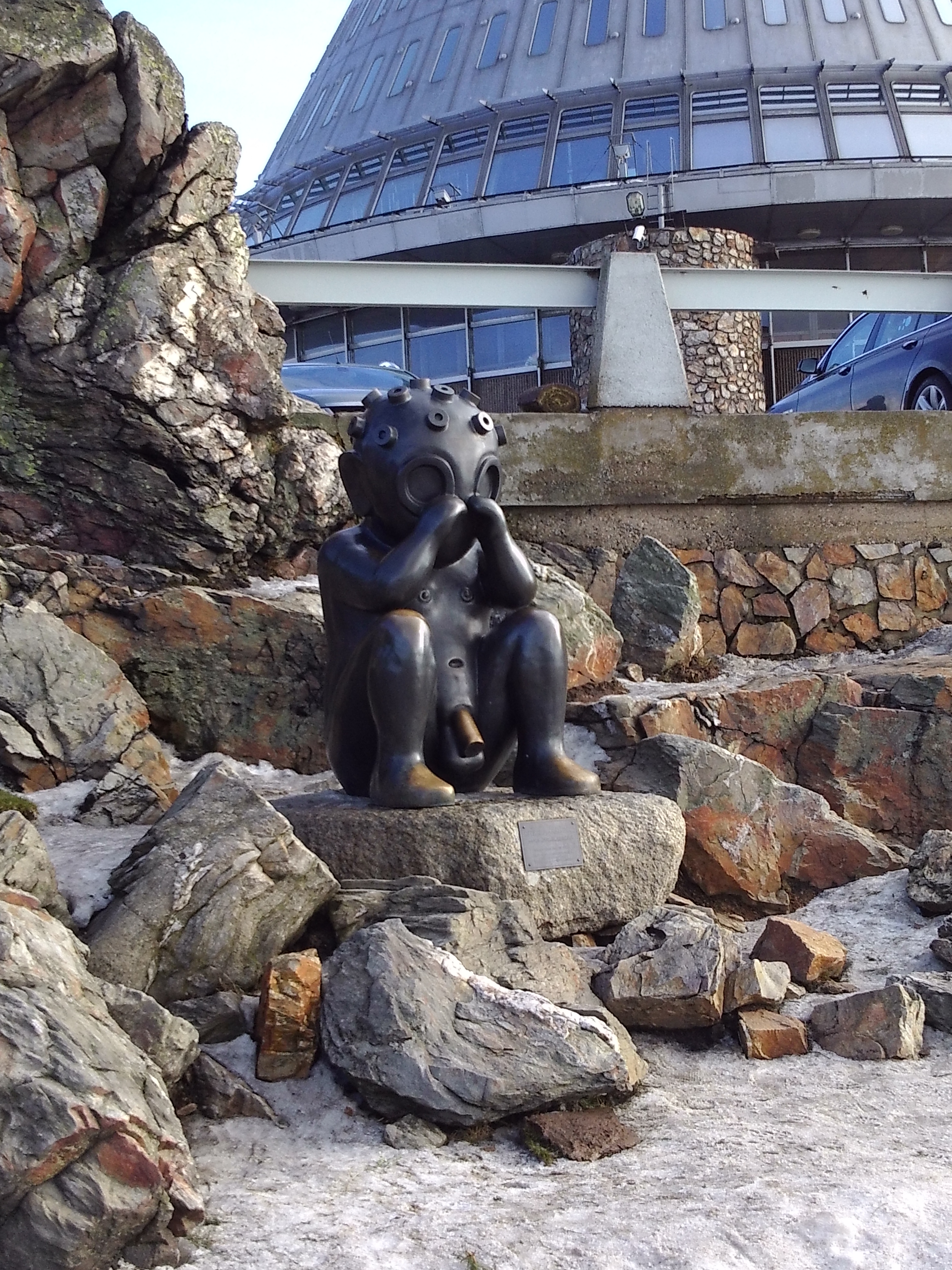
Dítě z Marsu
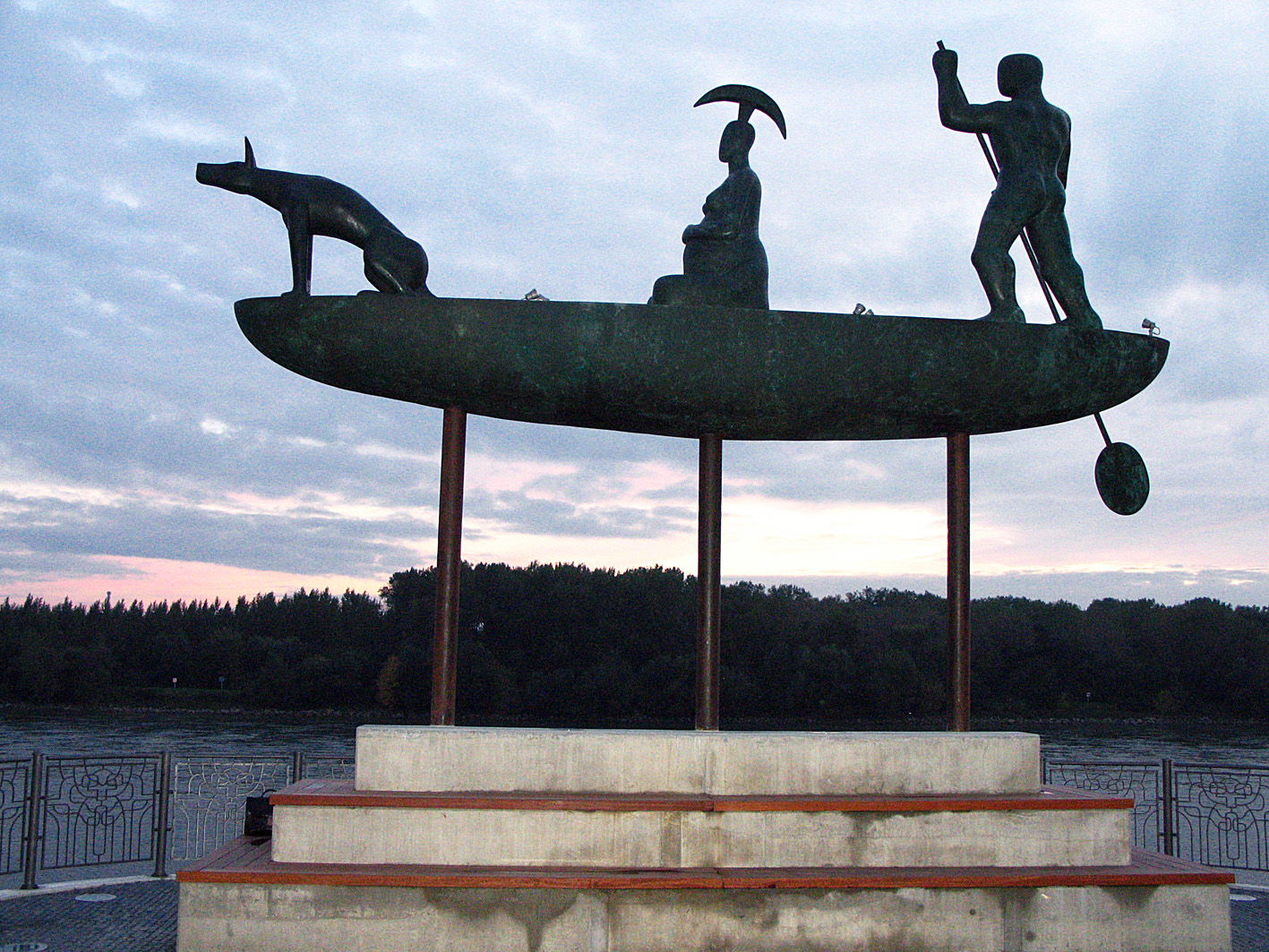
Mýtická loď
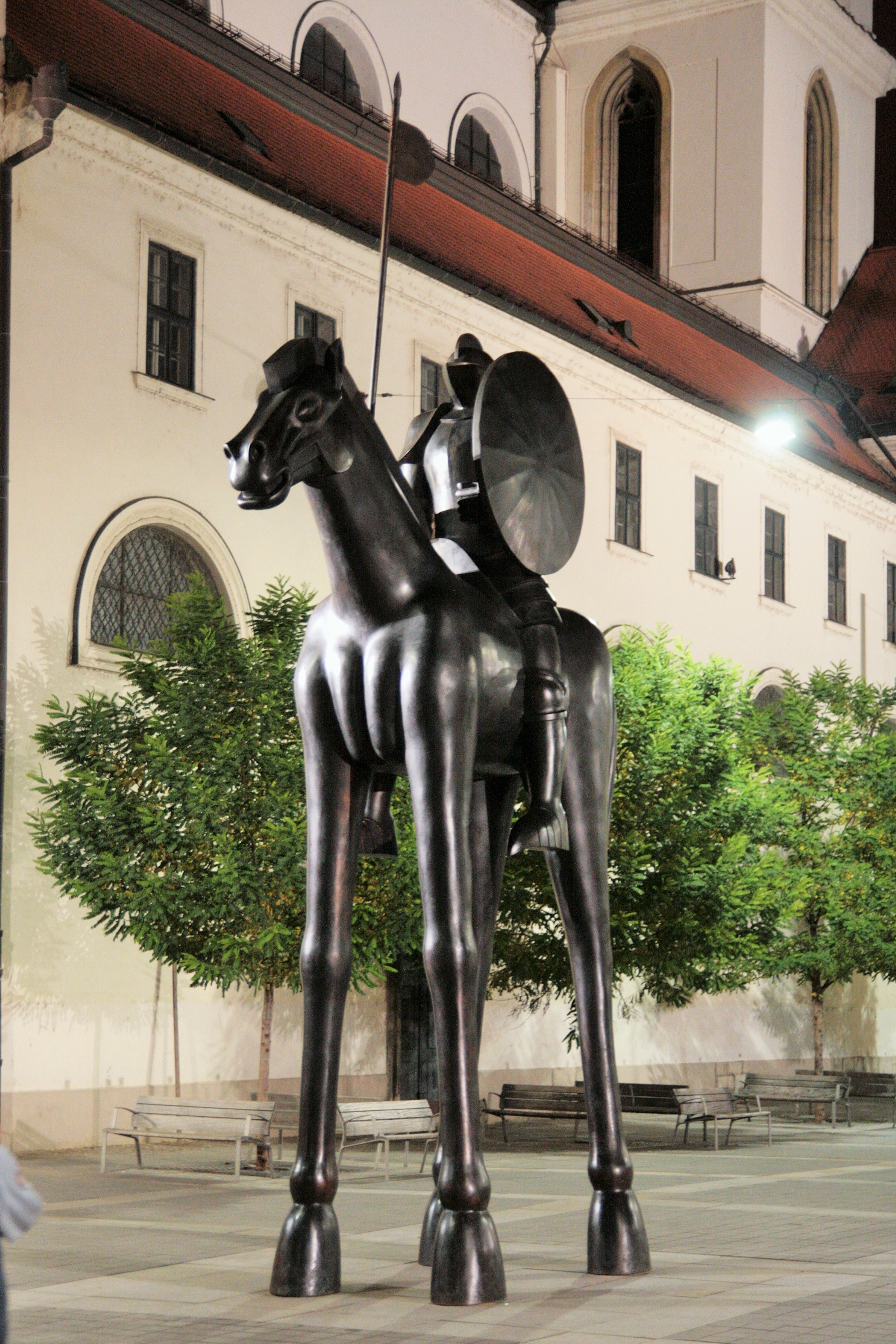
Reiterstandbild Odvaha